# Maddalena Salvetti Acciaiuoli
Maddalena Salvetti Acciaiuoli (Florència, 25 de març 1557—4 de març de 1610) fou una noble i poetessa italiana.

## Biografia
Nascuda a Florència, va ser filla de Salvetto Salvetti i Lucrezia Niccolini, membres de famílies nobles que havien ocupat alts càrrecs a la república florentina.
No es tenen gaires dades sobre la seva vida, més enllà que es casà amb el també florentí i general Zanobi Acciaiuoli el 1572. Aplicada en les ciències i les lletres, com a poetessa obtingué prestigi, honor i fama, gràcies al seu bon gust i la seva inclinació per l'anomenada poesia vulgar. Va escriure nombrosos sonets i cants, molts foren publicats a la seva Rime Toscane (Florència, 1590) i més endavant reunides en antologies i diverses col·leccions. Aquesta primera obra esmentada fou dedicada al gran duc de Toscana Ferran de Mèdici i la seva muller, Cristina de Lorena. Ha publicat altres sonets, cants i madrigals en diverses obres poètiques publicades durant aquests anys.
Una de les seves obres més destacades fou un poema èpic de temàtica bíblica sobre el rei David, un gènere que gaudia de molt prestigi i era considerat acceptable que fos conreat per les dones. Aquest poema restà inacabat a causa de la seva mort i els seus tres cants foren publicat de forma pòstuma pel seu marit a Florència el 1611 en un únic volum, juntament amb 25 dels seus sonets espirituals i un memorial en prosa sobre l'origen de la família Acciaiuoli. El llibre fou dedicat a Maria Magdalena de Mèdici, filla dels ducs de Toscana, i incloïa algunes al·lusions aduladores als nobles florentins de l'època.